# Corpus Christi en Lagartera
La solemnidad del Corpus Christi en Lagartera (España) es una fiesta católica, eucarística que se celebra cada año en esta villa. El Corpus de Lagartera destaca por el engalanamiento de las fachadas, colgando de ellas diferentes piezas textiles, y por la realización de altares a las puertas de las casas, que configuran una auténtica muestra de arte efímero que terminará al concluir la procesión., habiendo sido declarada Fiesta de Interés Turístico Regional el 8 de marzo de 2007.
La festividad ha sido propuesta por el Consejo de Patrimonio Histórico a la UNESCO , junto con otras cinco fiestas de Castilla-La Mancha, para ser declarada Patrimonio Inmaterial de la Humanidad. 

## Historia
La Procesión se origina en el año 1590, siempre de la misma forma y siempre siguiendo el mismo recorrido: se montan los altares en las puertas con colchas centenarias y una mesa engalanada que sirve de trono a una talla del Niño Jesús encargada de recibir a la Custodia. 
Cargada de devoción y tradición, destaca, sobre todo por el tinte rural y la gran presencia de la peculiar artesanía lagarterana, sobre todo los famosos bordados típicos de la localidad y las gentes vestidas con el también conocido y espectacular traje de Lagarterana y Lagarterano.
Esta fiesta tiene una significado especial porque en ella confluyen el Arte, la Tradición y la Fe. La localidad se prepara con mucho esmero para esta celebración. Hinojo, mistranzos, hierbabuena y albahaca tapizan las calles y plazas e impregnan el ambiente con sus aromas. 

### Altares
Se pueden apreciar en esta ocasión los bordados y deshilados, realizados a mano, característicos de esta población, ya que los altares se adornan con los mejores y más antiguos textiles y en el centro de ellos se colocan imágenes del Niño Jesús, algunas de ellas tallas del siglo XVIII, vestidas a la usanza lagartera. Para engalanarlos se usan utensilios muy especiales como colchas de malla, bordadas, deshiladas, delanteras o frontales que no salen de las arcas en todo el año.